# Alux

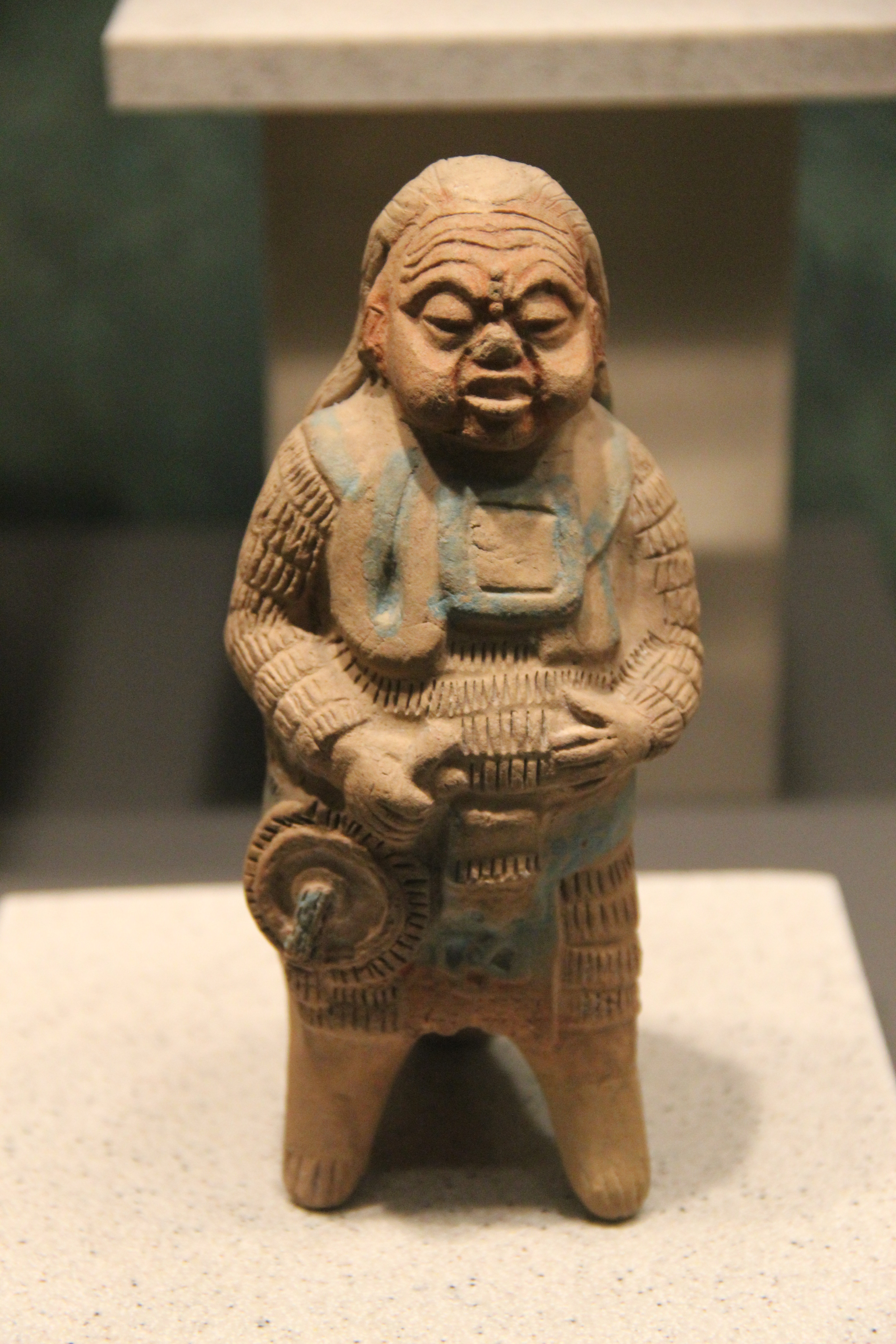
Aluxes

El alux (del maya alux, con el mismo significado) es, para el maya en el sureste de México y en ciertos lugares de Belice y Guatemala, el equivalente del elfo, el duende germánico, y como él se dedica a robar objetos brillantes, dulces o tabaco, ganado y a hacer todo tipo de travesuras.

## Mitología

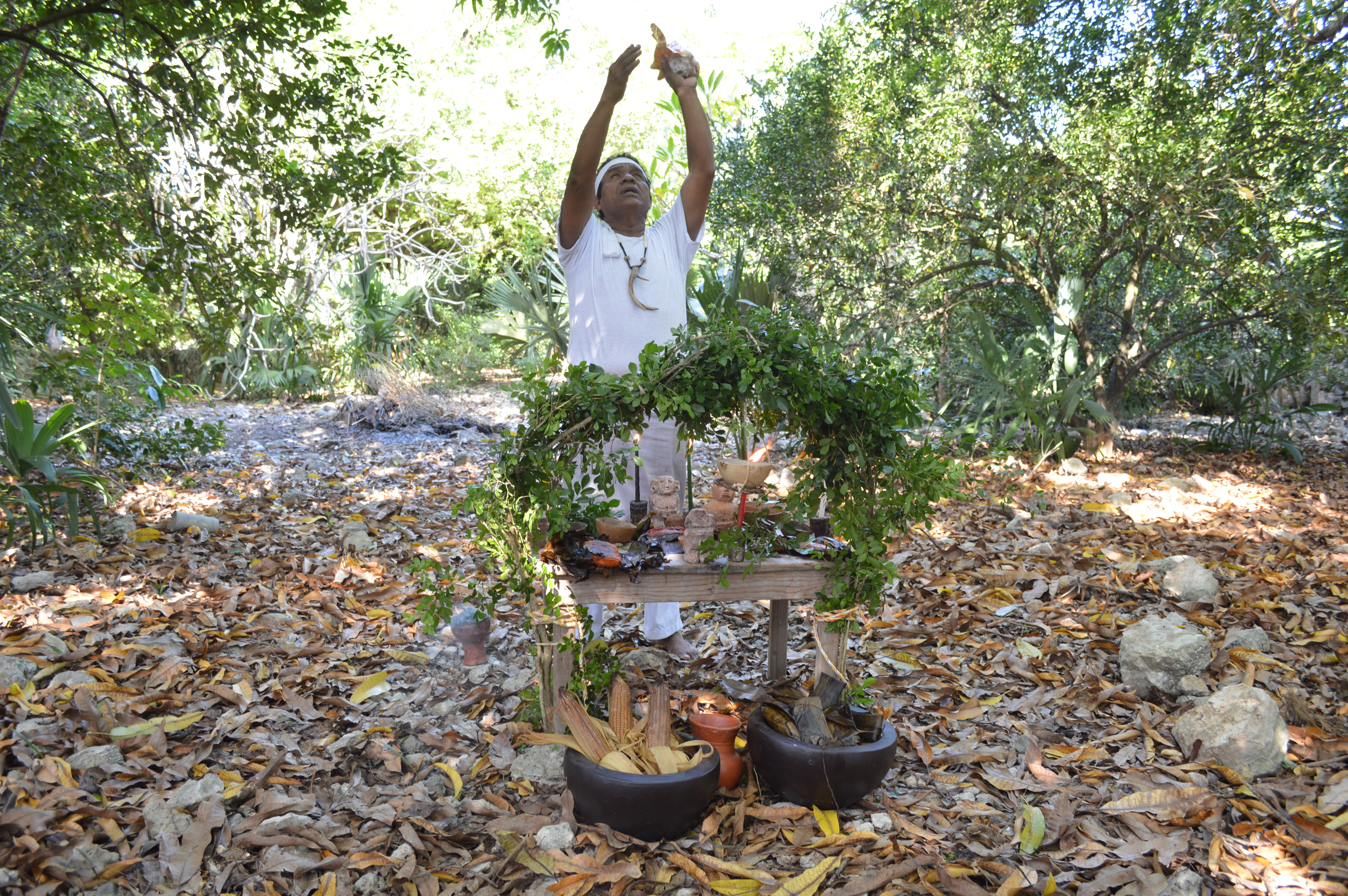
Sacerdote maya

En lengua maya, el plural de alux es aluxo'ob, aunque en la mayor parte de México el plural se forma como en español: aluxes. Es el nombre dado al duende o espíritu en la tradición mitológica de algunos pueblos mayas del sureste de México, Belice y Guatemala. Se cree que los aluxo'ob o  aluxes son pequeños, con una estatura que solo se acerca a la altura de las rodillas de una persona promedio, y con la apariencia de personas miniatura, tradicionalmente vestidas a la usanza maya. La tradición sostiene que los aluxes son invisibles generalmente, pero pueden asumir forma física con el propósito de comunicarse o espantar a los humanos así como para congregarse entre ellos. Están asociados generalmente con lugares de la naturaleza tales como las selvas, grutas, piedras, y los campos pero también pueden ser engatusados a moverse hacia algún lugar por ofrendas. Su descripción y papel mitológico, como por ejemplo las artimañas que ellos juegan, son muy semejantes a las que tienen otras entidades míticas en otras culturas (tal como el leprechaun celta o el chaneque totonaca). Se dice que habitan en los cenotes y grutas.
Los aluxes también deben proteger el mundo subterráneo maya, el Xibalbá. Para ingresar a un bosque o santuario, es necesario pedir permiso a los aluxes para evitar que sus mentes causen accidentes, enfermedades o incluso desastres naturales (huracanes, tormentas, rayos).

## Creencia actual
Algunos mayas contemporáneos aún creen que los aluxes son convocados en cuanto un campesino construye en su propiedad una especie de altar en una casita conocida como kahtal alux o "la casa del alux", normalmente en su milpa. Durante siete años, los aluxes ayudarán a crecer el maíz, llamar la lluvia y vigilar los campos de noche, silbando para espantar a los animales de rapiña o delatar a los ladrones. Al final de los siete años, el granjero debe cerrar las ventanas y las puertas de la casita, sellando al alux dentro. Si esto no es así, se puede perder el control sobre el alux y este empezará a comportarse de forma agresiva en contra de las personas.
Algunos mayas contemporáneos aún consideran que los altares les son útiles en sus labores de campo (aunque sus orígenes y el propósito verdaderos de estos les sean desconocidos).

## Viejos relatos
Además, existen relatos que indican que los aluxo'ob se detienen ocasionalmente en los caminos para pedir una ofrenda a los viajeros. Si ellos se la niegan, el alux a menudo causará estragos y extenderá enfermedades. Sin embargo, si aceptan sus condiciones, el alux protegerá a la persona de los ladrones e incluso le traerá buena suerte. Si los tratan con respeto, pueden ser muy útiles. 
Se dice en los relatos que no es bueno llamarlos en voz alta, ya que se podría convocar sin querer a un alux malhumorado.

## Su origen en la región: ¿los piratas?
Algunos autores piensan que todas estas tradiciones bastante similares también a las del folclore británico podrían haber surgido de la interacción que los piratas del siglo XVI (muy a menudo británicos, originarios de un sitio donde la creencia en hadas fue bastante común, especialmente entre los de la clase socioeconómica baja, a la que los piratas generalmente pertenecían) tuvieran en el Caribe con los mayas.
La suposición de que los aluxo'ob figuraron en las tradiciones míticas de los mayas precolombinos está sustentada posiblemente por concepciones similares postuladas en descripciones de trabajos artísticos precolombinos, pero no hay una evidencia directa.